# Грабовецький Іван Володимирович
Іва́н Володи́мирович Грабове́цький — старший солдат Збройних сил України.

## З життєпису
У жовтні 2013 року призваний на строкову службу, 80-а окрема аеромобільна бригада. В часі проросійських збройних виступів на сході України — старший солдат гаубично-артилерійського дивізіону. Брав участь у зачистці Слов'янська, при цьому в частині була мала кількість бронежилетів, після того частину направили під Луганськ, були в Оріховому. Воював за Луганський аеропорт, витримали бої в оточенні, штурмувало до 40 одиниць бронетехніки. 2 вересня 2014-го прибув до Луцького військового госпіталю для лікування поранень, котрі отримав в бою.

## Нагороди
29 вересня 2014 року — за особисту мужність і героїзм, виявлені у захисті державного суверенітету та територіальної цілісності України, вірність військовій присязі під час російсько-української війни, відзначений — нагороджений орденом «За мужність» III ступеня.